# Vilonya
Vilonya es un pueblo ubicado en el distrito de Várpalota, en el condado de Veszprém, Hungría.

## Superficie
Posee una superficie de 13,50 kilómetros cuadrados.

## Demografía
Hasta 2019 la población era de 632 habitantes, con una densidad de población de 46,81 habitantes por kilómetro cuadrado.